# Czuły barbarzyńca (film)
Czuły barbarzyńca (cz. Něžný barbar) – czechosłowacki film komediowy z 1990 roku w reżyserii Petra Kolihy, zrealizowany na podstawie powieści Bohumila Hrabala pod tym samym tytułem.

## Fabuła
W realiach Pragi wczesnych lat 50. XX wieku toczy się miłosne, towarzyskie i zawodowe życie trzech przyjaciół, inteligentów-outsiderów: malarza Vladimíra (Vladimíra Boudníka), pisarza zwanego Doktorem (Bohumila Hrabala) i filozofa Egona (Egona Bondego), pełne tragikomicznych sytuacji. Malarz jest przesłuchiwany na komisariacie milicji, pisarz pracuje przy surowcach wtórnych, filozof trafia do szpitala psychiatrycznego.

## Obsada
- Bolek Polívka jako malarz Vladimír
- Jiří Menzel jako pisarz zwany Doktorem
- Arnošt Goldflam jako filozof Egon
- Ivana Chýlková jako Tereza
- Evelyna Steimarová jako Marie
- Valerie Kaplanová jako sprzątaczka Šulcová
- Jaromír Hanzlík jako Alois Nejedlo, niedoszły samobójca
- Lenka Termerová jako Anička Nejedlová
- Rudolf Hrušínský jako pijak z kolejowej restauracji
- Luba Skořepová jako kobieta z wózkiem
- Miroslava Pleštilová jako panna młoda
- Leoš Suchařípa jako krytyk na wernisażu
- Jiří Hálek jako mężczyzna w sklepie militarnym
- Ivan Vyskočil jako stały gość
- Zdeněk Srstka jako karczmarz Vaništa
- Uršula Kluková jako Vaništová
- Jan Schmid jako Duže
- Miloslav Štibich jako milicjant
- Stanislav Tříska jako węglarz

## Produkcja
Zdjęcia kręcono w Pradze i Žatcu.